# SN 1998ay
SN 1998ay – supernowa typu Ia odkryta 22 marca 1998 roku w galaktyce A105721-0314. W momencie odkrycia miała maksymalną jasność 22,90m.